# Marthine Østenstad
Marthine Østenstad (* 18. März 2001 in Stavanger) ist eine norwegische Fußballspielerin und seit 2023 auch A-Nationalspielerin. Seit Juli 2025 ist sie Vertragsspielerin des Bundesligisten Eintracht Frankfurt.

## Karriere

### Vereine
Østenstad begann im Alter von 13 Jahren in ihrem Geburtsort für den im Stadtteil Madla ansässigen Madla Idrettslag mit dem Fußballspielen. Anschließend gehörte sie von 2015 bis 2018 der Jugendmannschaft von Viking Stavanger an. Noch als B-Juniorin kam sie von 2017 bis 2018 in 13 Punktspielen für deren erste Mannschaft in der 3. divisjon 
zum Einsatz, in denen sie acht Tore erzielte. Ihr Debüt im Seniorinnenbereich erfolgte am 9. Mai 2017 beim 4:0-Sieg im Heimspiel gegen die Drittvertretung des Klepp Idrettslag, das sie mit ihrem ersten Tor, dem Treffer zum 2:0 in der 52. Minute, krönte.
In der 2. divisjon wurde sie für die zweite Mannschaft des Klepp IL im Zeitraum 10. Juni bis 19. August 2018 in vier Punktspielen eingesetzt, bevor sie im Zeitraum 16. September 2018 bis 6. Dezember 2020 für die erste Mannschaft in 43 Punktspielen in der höchsten Spielklasse, der Toppserien, aktiv wurde und drei Tore erzielen konnte. Ihr Debüt (als Einwechselspielerin) in dieser Spielklasse endete mit dem 5:3-Sieg im Auswärtsspiel gegen den Idrettsklubben Grand Bodø, ihr erstes Tor gelang ihr am 16. November 2019 beim 6:1-Sieg im Auswärtsspiel gegen den FL Fart mit dem Treffer zum 4:1 in der 50. Minute.
Nach Bergen gelangt, wirkte sie in der Spielzeit 2021 für den dort ansässigen Ligakonkurrenten IL Sandviken in 18 Punktspielen und erzielte am 4. September beim 4:0-Sieg im Heimspiel gegen die Frauenfußballmannschaft von Arna-Bjørnar mit dem Treffer zum Endstand in der 83. Minute ihr einziges Tor. Mit der Mannschaft gewann sie die Meisterschaft mit vier Punkten vor Rosenborg Trondheim.
Der Zusammenschluss mit der Frauenfußballabteilung von Brann Bergen führte zur Vereinsbezeichnung SK Brann Kvinner, mit der der Verein in die Spielzeit 2022 ging; für diesen bestritt sie bis zur EM-Sommerunterbrechung der Spielzeit 2025 weitere 83 Punktspiele, in denen sie acht Tore beitragen konnte. Mit der Mannschaft gewann sie 2022 das Double.
Am 12. Juli 2025 wurde sie vom Bundesligisten Eintracht Frankfurt – bis zum 30. Juni 2028 – unter Vertrag genommen.

### Nationalmannschaft
Nachdem Østenstad für die Nachwuchsnationalmannschaften des NFF der Altersklassen U15 bis U23 in einem Zeitraum von acht Jahren bereits 50 Länderspiele bestritten und vier Tore erzielt hatte, debütierte sie am 1. Dezember 2023 in Oslo im fünften Spiel der Gruppe A2 im Wettbewerb der Nations-League beim 4:0-Sieg über die Nationalmannschaft Portugals mit Einwechslung für Mathilde Harviken in der 85. Minute. Ihr zweites A-Länderspiel endete ebenfalls in Oslo mit einem 4:0-Sieg; es war das erste Spiel der EM-Qualifikationsgruppe A1 gegen die Nationalmannschaft Finnlands. In Oslo wurde am 3. Dezember 2024 auch die Nationalmannschaft Nordirlands im Rückspiel der zweiten Ausschlussrunde mit 3:0 bezwungen. Am 30. Mai und 3. Juni 2025 kam sie in den letzten beiden Spielen der Gruppe A2 in der zweiten Wettbewerbsaustragung der Nations-League (1:1 vs. Island in Trondheim, 1:0 vs. Schweiz in Sion) zum Einsatz.
Am 25. Juni wurde sie für die verletzungsbedingt ausgefallene Guro Bergsvand für den Kader für die Europameisterschaft 2025 nachnominiert. Sie wurde lediglich im letzten Spiel der Gruppe A beim 4:3-Sieg über die Nationalmannschaft Islands in Thun für die Schlussphase eingewechselt.

## Erfolge
IL Sandviken
- Norwegischer Meister 2021

SK Brann
- Norwegischer Meister 2022
- Norwegischer Pokal-Sieger 2022